# 日本经济学会
日本经济学会（英語：Japanese Economic Association）是一个日本的经济学会，现任会长是伊藤秀史。

## 历史
1934年由高田保马、高垣寅次郎、高橋誠一郎、小泉信三、土方成美、中山伊知郎、柴田敬、杉本荣一等八位日本经济学家建立。曾改名为理论经济学会，日本计量经济学会，1997年更改为现在名字。主要设置中原奖和石川奖。截至2020年有超过3,200名会员。

## 出版物
1950年创刊期刊《季刊理论经济学》，1960年引入裁判制度，1986年改称为《Economic Studies Quarterly》，1995年《Japanese Economic Review》取而代之。1996年开始联合东洋经济新报社每年出版一本《現代経済学の潮流》。